# ۱۲۴۶ (میلادی)
۱۲۴۶ (میلادی) هزار ودویست و چهل و ششمین سال تقویم میلادی است.

## رویدادها

### بر پایه منطقه

#### آمریکا
- مکزیکی‌ها در کاپولتپک، که در گذشته  یک قلعهٔ تولتکی بود، مستقر شدند.

#### آسیا
- امپراتور گو-فوکاکوسا به عنوان جانشین امپراتور گو-ساگا بر تخت پادشاهی ژاپن نشست.
- گیوک خان در قراقورم به عنوان سومین خاقان امپراتوری مغول بر تخت نشست.

#### اروپا
- با مرگ فردریک دوم، دوران فرمانروایی دودمان بابنبرگ به پایان رسید.
- اسپانیا: پس از دو محاصرهٔ ناموفق در سال‌های ۱۲۲۵ و ۱۲۳۰ میلادی، کاستیلی‌ها موفق شدند طی محاصرهٔ خائن، شهر خائن را از اندلسی‌ها پس بگیرند.[۱]

### بر پایه موضوع

#### هنر
- نمازخانهٔ گوتیک سنت-شاپل ساخته شد.
- رابرت گروستوست کتاب اخلاق نیکوماخوسی اثر ارسطو را از زبان یونانی به زبان لاتین ترجمه کرد. از این رویداد به عنوان شروع واقعی روند کشف مجدد فلسفهٔ این فیلسوف در اروپای قرون وسطایی یاد می‌شود.[۲]

#### طبیعت
- اوج و حضیض مدار زمین با نقطهٔ انقلاب زمستانی منطبق می‌شود.

#### مذهب
- دیر بیولیو وقف شد.

## زادگان
- ۱۴ سپتامبر – جان فیتزآلن، ارل هفتم آنوندل (درگذشت ۱۲۷۲ میلادی)
- تاریخ ناشناخته
  - سنت هیو کوچک لینکلن (درگذشت ۱۲۵۵ میلادی)
  - جوتای دانمارک، پرنسس و راهب بزرگ دانمارکی

## درگذشتگان
- ۲۵ فوریه – دافید اپ کلیوالن، شاهزاده ولز
- ژوئن – ریچارد فیتزروی، فرزند نامشروع جان، پادشاه انگلستان
- ۴ ژوئن – ایزابلای انگولیم، همسر و ملکهٔ جان، پادشاه انگلستان
- ۱۵ ژوئن – فردریک دوم، دوک اتریش (زادهٔ ۱۲۱۹ میلادی)
- ۲۰ سپتامبر – میخائیلِ چرنیگوف، شاهزادهٔ کی‌یف
- ۳۰ سپتامبر – یاروسلاو دوم روسیه (زادهٔ ۱۱۹۰ میلادی)
- ۸ نوامبر – برنگاریای کاستیل، ملکهٔ کاستیل و لئون (زادهٔ ۱۱۹۶ میلادی)
- تاریخ ناشناخته
  - ادنفد فایچن، سنسکال گوینز
  - سید محمد مکی، جد سادات بِکِری (زادهٔ ۱۱۴۵ میلادی)
  - فاطیما، از منشی‌های دربار مغول‌ها